# Trans-World-Airlines-Flug 5787
Trans-World-Airlines-Flug 5787 (Flugnummer: TW5787) war ein Trainings- und Prüfungsflug der Trans World Airlines vom 26. Juli 1969, auf dem die eingesetzte Boeing 707-331C N787TW verunglückte. Bei dem Unfall kamen alle fünf Insassen der Maschine ums Leben.

## Flugzeug
Bei der Maschine handelte es sich um eine Boeing 707-331C Cargojet, deren Erstflug am 6. April 1964 erfolgt war. Am 20. Mai 1964 wurde die Maschine an die Trans World Airlines ausgeliefert und seitdem durchgehend von dieser unter dem Luftfahrzeugkennzeichen N787TW betrieben. Es handelte sich um die 373. Boeing 707 aus laufender Produktion, die auf dem Boeing Field endmontierte Maschine trug die Werksnummer 18712. Das vierstrahlige Langstrecken-Schmalrumpfflugzeug war mit vier Turbofantriebwerken des Typs Pratt & Whitney JT3D-3B ausgestattet. Bis zum Zeitpunkt des Unfalls hatte die Maschine eine kumulierte Betriebsleistung von 17.590 Betriebsstunden absolviert.

## Insassen
Auf dem Flug befand sich eine fünfköpfige Besatzung an Bord. Die Sitzpositionen der Besatzungsmitglieder konnten später auf der Grundlage von Aufnahmen des Cockpit Voice Recorders rekonstruiert werden. Im Cockpit befand sich eine dreiköpfige Besatzung:
- Der 38-jährige Prüfkapitän Donald Sklarin saß im rechten Pilotensitz der Maschine. Sklarin flog seit dem 8. Oktober 1956 für die TWA. Am 31. Januar 1967 war er zum Flugkapitän befördert worden. Er verfügte über Musterberechtigungen für die Flugzeugtypen Douglas DC-6, Douglas DC-7 und die Boeing 707 und 720. Am 7. Februar 1968 war er durch die Federal Aviation Administration zum Prüfkapitän für Flugzeuge des Typs Boeing 707 bestimmt worden. Sklarin hatte bei der TWA 6080 Stunden Flugerfahrung gesammelt, darunter 1314 Stunden im Cockpit der Boeing 707. Er hatte seine letzte Flugfertigkeitsprüfung am 13. Februar 1969 erfolgreich absolviert.

- Der 56-jährige Flugkapitän Harry D. Caines, dessen turnusmäßige Flugfertigkeitsprüfung auf dem Flug durchgeführt wurde, saß im linken Pilotensitz. Für die TWA flog er bereits seit dem 14. Mai 1940. Am 7. März 1946 war er zum Flugkapitän befördert worden. Er verfügte über Musterberechtigungen für die Typen Douglas DC-3 und die Douglas DC-4, Lockheed Constellation und Boeing 707 und 720. Caines verfügte über 27.436 Stunden Flugerfahrung. Von diesen hatte er 4330 Stunden im Cockpit der Boeing 707 absolviert. Seine letzte Flugfertigkeitsprüfung war am 8. Januar 1969 durchgeführt worden.

- Der 29-jährige Zweite Offizier Frank J. Jonke saß auf der Position des Flugingenieurs. Er hatte am 29. November 1968 einen Ausbildungsvertrag zum Flugingenieur mit der TWA abgeschlossen und war am 9. April 1969 zum Flugingenieur befördert worden. Er verfügte zudem über eine am 7. Dezember 1963 erworbene Berufspilotenlizenz, allerdings nicht als Verkehrsflugzeugpilot. Jonke hatte 3772 Stunden Flugerfahrung, wovon er 142 in Flugzeugen von Boeing erworben hatte. Seine letzte Flugfertigkeitsprüfung hatte er am 16. Juli 1969 mit Erfolg absolviert.

Darüber hinaus befanden sich zwei Kabinenbesatzungsmitglieder an Bord.

## Flugzweck
Die Maschine war an diesem Tag für Prüfungsflüge vom John F. Kennedy International Airport zum deutlich schwächer frequentierten Atlantic City International Airport in New Jersey geflogen worden. Dort war die Maschine eingetroffen, nachdem sie den Trans-World-Airlines-Flug 609-26 von Frankfurt am Main über London, Shannon und Boston durchgeführt hatte. Ziel des Prüfungsfluges, der den Flughafen von Atlantic City als Start- und Zielpunkt hatte, war es, die durch die Federal Aviation Administration vorgeschriebenen, turnusmäßigen Flugfertigkeitsprüfungen der drei Piloten an Bord durchzuführen.

## Unfallhergang

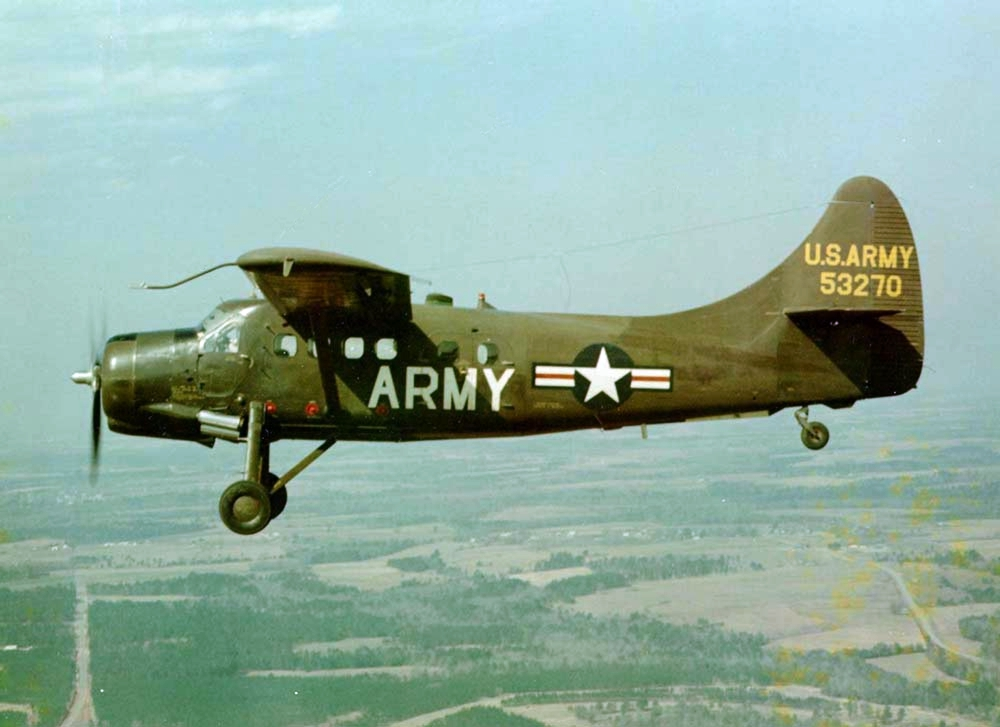
Eine de Havilland Canada DHC-3 Otter der US Army

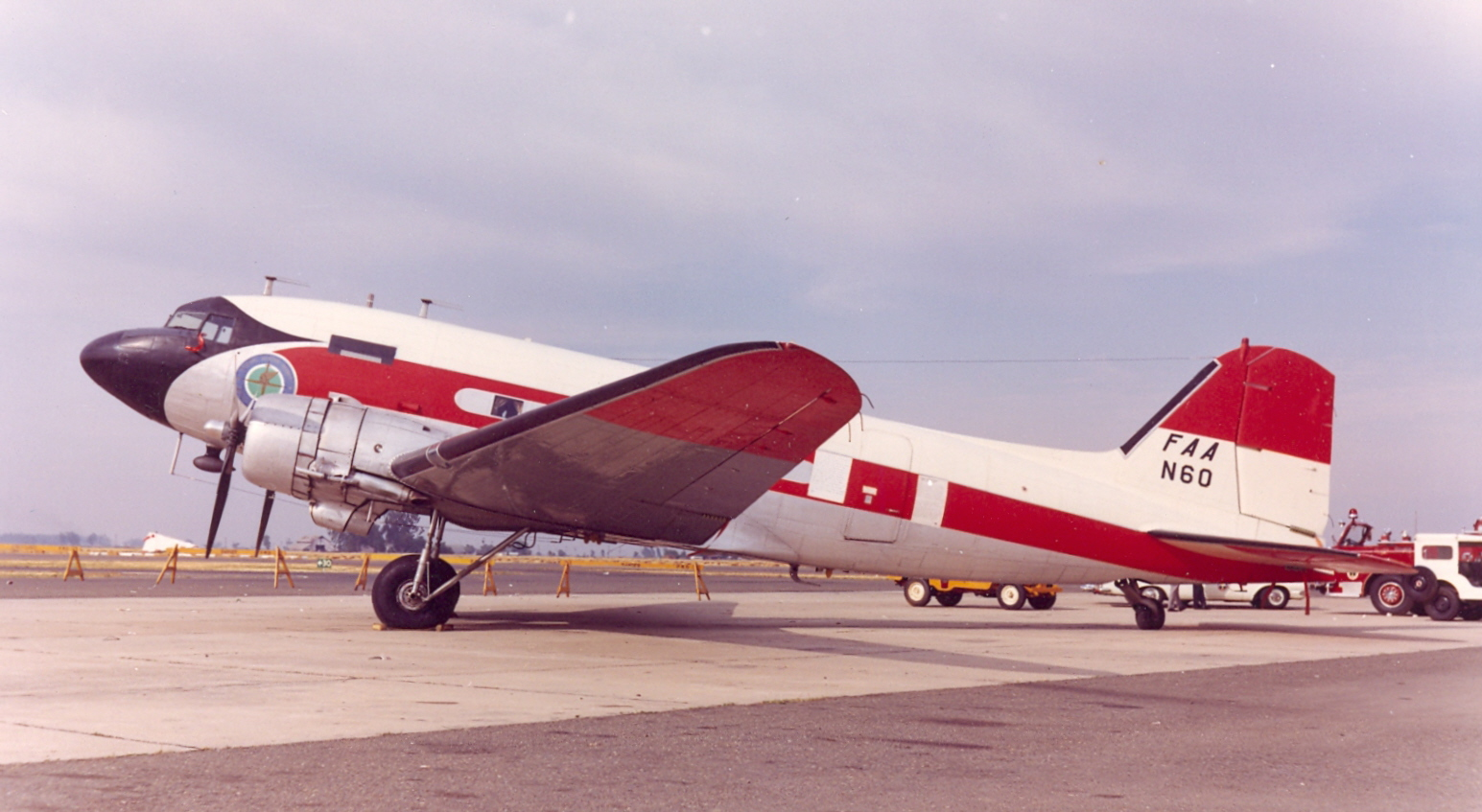
Eine Douglas DC-3/C-47 der Federal Aviation Administration

Das Testprogramm sah neben anderen Manövern auch einen Fehlanflug bei einem simulierten Instrumentenanflug mit simuliertem Triebwerksausfall vor. Während dieses Manövers und nach dem vollständigen Ausfahren des Fahrwerks und der Störklappen kam es in einer Flughöhe von 300 Fuß (ca. 91 Meter) zu einem Verlust von Hydraulikflüssigkeit im Bereich des rechten äußeren Störklappenstellmotors. Gemäß den Sicherheitsbestimmungen der TWA war für solche Fälle ein Abschalten aller Hydraulikpumpen vorgesehen. Die Piloten schalteten die hydraulische Anlage ab und erhöhten den Schub der Triebwerke 1, 2 und 3, um durchzustarten. Triebwerk Nr. 4 erhielt keinen Schub, da der Schubhebel für das Testprogramm zurückgefahren worden war. Der Schub des Triebwerks wurde auch in der Folge nicht wiederhergestellt, sodass es 21 Sekunden nach dem Abschalten der hydraulischen Anlagen zu einem Steuerbarkeitsverlust kam. Elf Sekunden später schlug die Maschine mit einem rechtsseitigen Rollwinkel und nach unten ausgerichteter Flugzeugnase auf dem Boden auf. Beim Aufprall explodierte das Kerosin in den Tragflächentanks der Maschine. Durch die Flammen wurden zwei geparkte Flugzeuge beschädigt. Die de Havilland Canada DHC-3 Otter der United States Army mit der Seriennummer 57-6109, welche in nur 550 Fuß Entfernung zum Punkt des Aufschlags entfernt stand, wurde von umherfliegenden Trümmern getroffen und durch die Flammen derart stark beschädigt, dass sie als Totalverlust abgeschrieben werden musste. Die Douglas DC-3C der Federal Aviation Administration mit dem Luftfahrzeugkennzeichen N7 wurde ebenfalls durch die Hitzeeinwirkung in Mitleidenschaft gezogen.

## Unfalluntersuchung
Die Nationale Transportsicherheitsbehörde der USA (NTSB) übernahm nach dem Unfall die Ermittlungen. Die Ermittler stellten fest, dass der Unfall dadurch verursacht worden war, dass die Piloten beim Flug unterhalb der Entscheidungshöhe den Hydraulikkreislauf abschalteten, ohne vorher die Leistung des Triebwerks Nr. 4 wiederhergestellt zu haben.

## Weitere Zwischenfälle der beteiligten Luftfahrzeuge
Die als einziges beteiligtes Flugzeug reparierte Douglas C-47 wurde am 4. Januar 1971 auf dem LaGuardia Airport erneut in einen Unfall verwickelt, bei dem sie als Totalverlust abgeschrieben werden musste. Die Maschine schlug dabei während eines ILS-Anfluges 2000 Fuß (ca. 610 Meter) vor der Landebahn 04 auf. Beide an Bord befindlichen Besatzungsmitglieder überlebten den Zwischenfall.